# Segunda División de Chile 1993
Segunda División de Chile 1993 var den näst högsta divisionen för fotboll i Chile under säsongen 1993. Serien spelades mellan sexton lag där alla lag mötte varandra två gånger (en gång hemma och en gång borta). Därefter gick de två främsta lagen upp i Primera División och de två närmast följande gick till uppflyttningskval. Laget på sista plats flyttades ner till Tercera División.

## Tabell
| Nr | Lag                   | S  | V  | O  | F  | GM | IM | MS  | P  |
| -- | --------------------- | -- | -- | -- | -- | -- | -- | --- | -- |
| 1  | Rangers               | 30 | 19 | 4  | 7  | 50 | 18 | +32 | 42 |
| 2  | Cobresal              | 30 | 15 | 10 | 5  | 40 | 20 | +20 | 40 |
| 3  | Regional Atacama      | 30 | 14 | 10 | 6  | 45 | 24 | +21 | 38 |
| 4  | Deportes Arica        | 30 | 15 | 7  | 8  | 43 | 38 | +5  | 37 |
| 5  | Huachipato            | 30 | 14 | 8  | 8  | 40 | 31 | +9  | 36 |
| 6  | Audax Italiano        | 30 | 12 | 9  | 9  | 40 | 33 | +7  | 33 |
| 7  | Santiago Wanderers    | 30 | 11 | 9  | 10 | 42 | 36 | +6  | 31 |
| 8  | Unión Santa Cruz      | 30 | 12 | 5  | 13 | 43 | 37 | +6  | 29 |
| 9  | Unión San Felipe      | 30 | 11 | 6  | 13 | 39 | 47 | −8  | 28 |
| 10 | Colchagua             | 30 | 6  | 15 | 9  | 23 | 30 | −7  | 27 |
| 11 | Ñublense              | 30 | 9  | 9  | 12 | 28 | 39 | −11 | 27 |
| 12 | Lota Schwager         | 30 | 8  | 10 | 12 | 31 | 36 | −5  | 26 |
| 13 | Fernández Vial        | 30 | 10 | 6  | 14 | 41 | 52 | −11 | 26 |
| 14 | Deportes Puerto Montt | 30 | 9  | 3  | 18 | 40 | 56 | −16 | 21 |
| 15 | Unión La Calera       | 30 | 6  | 8  | 16 | 29 | 51 | −22 | 20 |
| 16 | Magallanes            | 30 | 6  | 7  | 17 | 38 | 65 | −27 | 19 |

## Uppflyttningskval
| Nr | Lag                | S | V | O | F | GM | IM | MS | P |
| -- | ------------------ | - | - | - | - | -- | -- | -- | - |
| 1  | Regional Atacama   | 3 | 1 | 2 | 0 | 4  | 1  | +3 | 4 |
| 2  | Coquimbo Unido     | 3 | 1 | 2 | 0 | 5  | 3  | +2 | 4 |
| 3  | Deportes Melipilla | 3 | 1 | 1 | 1 | 3  | 4  | −1 | 3 |
| 4  | Deportes Arica     | 3 | 0 | 1 | 2 | 4  | 8  | −4 | 1 |